# Kočka Callie na Divokém západě
Kočka Callie na Divokém západě (v anglickém originále Sherrif Callie's Wild West) je americko-kanadský dětský animovaný komediální televizní seriál stanice Disney Junior a CBC Television. Úvodní díl měl premiéru 20. ledna 2014.
Děj se odehrává v jednom malém městečku na divokém západě, kde žijí antropomorfní zvířata. Většinou se spolu kamarádí a vycházejí spolu, ovšem občas v jejich vztazích vyvstávají i problémy. Hlavními postavami jsou místní šerifka Callie (kočka), její zástupce Peck (datel), který se také stará o vězení, a Toby (kaktus), kteří společně řeší nastalé problémy a učí žít obyvatele městečka pospolu.

## Vysílání
| Řada | Díly | Premiéra v USA | Premiéra v USA   | Premiéra v ČR   | Premiéra v ČR   |
| Řada | Díly | První díl      | Poslední díl     | První díl       | Poslední díl    |
| ---- | ---- | -------------- | ---------------- | --------------- | --------------- |
| 1    | 23   | 20. ledna 2014 | 5. prosince 2014 | 3. ledna 2017   | 2. února 2017   |
| 2    | 22   | 12. září 2015  | 13. února 2017   | nebylo vysíláno | nebylo vysíláno |